# Armin Blind
Armin Blind (* 1. April 1975) ist ein österreichischer Politiker (FPÖ). Er war von November 2010 bis November 2020 Abgeordneter zum Wiener Gemeinderat und Landtag, dem er seit dem 10. Juni 2025 erneut angehört.

## Leben
Armin Blind wurde als Sohn des Juristen und Burschenschafters Kurth-Bodo Blind und dessen Gattin Elfriede Blind, geborene Höglinger, geboren. Sein Vater war als FPÖ-Landtagsabgeordneter in Wien aktiv, seine Mutter engagierte sich als Bezirksrätin. Er wuchs mit seiner 1977 geborenen Schwester auf, die 1996 Miss Vienna wurde. Blind studierte Rechtswissenschaft an der Universität Wien und gehört seitdem der Akademischen Burschenschaft Aldania an. Er arbeitet als beamteter Jurist in der Volksanwaltschaft.
Blind begann seine politische Karriere beim Ring Freiheitlicher Jugend (RFJ) und fungierte dort bis September 2003 als Vorstandsmitglied der Wiener Landesgruppe. Er ist innerparteilich als Bezirksparteiobmann der FPÖ Penzing aktiv und engagiert sich zudem als Mitglied im Landesparteivorstand der FPÖ Wien sowie als Mitglied der FPÖ-Bundesparteileitung. Er war Bezirksrat in Penzing und wurde am 25. November 2010 als Mitglied des Wiener Gemeinderates sowie Abgeordneter zum Wiener Landtag angelobt. Er hat ein Mandat im Wahlkreis Penzing inne. Er ist Mitglied des Immunitätskollegium des Wiener Landtags, Mitglied des Kontrollausschusses im Wiener Gemeinderat sowie Stellvertreter der Beisitzer im Berufungssenat des Wiener Stadtsenates. Privat engagiert sich Blind als Schießwart im ÖTB-Turnverein Sechshaus 1866.

## Auszeichnungen (Auswahl)
- 2023: Goldenes Ehrenzeichen für Verdienste um das Land Wien[2]